# Асекеєвська сільська рада
Асеке́євська сільська рада (рос. Асекеевский сельский совет) — сільське поселення у складі Асекеєвського району Оренбурзької області Росії.
Адміністративний центр — село Асекеєво.

## Населення
Населення — 5305 осіб (2019; 5703 в 2010, 5952 у 2002).

## Склад
До складу сільської ради входять:
| Населений пункт            | Населення, осіб (2002) | Населення, осіб (2010) |
| -------------------------- | ---------------------- | ---------------------- |
| Асекеєво, село             | 5296                   | 5201                   |
| Асекеєво, селище           | 515                    | 423                    |
| Верхньозаглядино, присілок | 141                    | 79                     |